# Паштеттен
Паштеттен (нем. Pastetten) — община в Германии, в земле Бавария. 
Подчиняется административному округу Верхняя Бавария. Входит в состав района Эрдинг.  Население составляет 2478 человек (на 31 декабря 2010 года). Занимает площадь 22,05 км².